# Rauhia decora
Rauhia decora ist eine Pflanzenart der Gattung Rauhia in der Familie der Amaryllisgewächse (Amaryllidaceae). Das Artepitheton decora stammt aus dem Lateinischen und bedeutet ‚anmutig‘ oder ‚edel‘.

## Beschreibung
Rauhia decora wächst mit eiförmigen Zwiebeln, die einen Durchmesser von etwa 5,5 Zentimeter aufweisen. Ihre braunen, fleischigen Zwiebelschuppen trocknen papierig auf. Die zwei bis sechs Laubblätter sind 20 bis 30 Zentimeter lang und 8 bis 12 Zentimeter breit.
Der Blütenstand trägt acht bis 25 Blüten. Der Blütenschaft ist bis zu 20 bis 34 Zentimeter lang. Die beiden breit eiförmigen Brakteen sind bis zu ihrer Basis nicht miteinander verwachsen und weisen eine Länge von etwa 3,8 Zentimeter auf. Der Blütenstiel ist 6,5 bis 7,5 Zentimeter und die Perigonröhre etwa 2,2 Zentimeter lang. Die grünlich-weißlichen Perigonblätter sind 4 bis 5 Zentimeter lang. Kürzere Staubfäden weisen eine Länge von etwa 6,2 Zentimeter auf, längere sind etwa 6,7 Zentimeter lang. Der Fruchtknoten ist 0,9 bis 1,5 Zentimeter lang und 0,5 Zentimeter breit. Der abgeknickte Griffel ist länger als die Staubblätter. Die Narbe kopfig-dreilappig.

## Systematik und Verbreitung
Rauhia decora ist in Peru in Höhenlagen von 500 bis 1000 Metern verbreitet.
Die Erstbeschreibung durch Pierfelice Ravenna wurde 1981 veröffentlicht.

## Nachweise